# Rœux
Rœux là một xã trong tỉnh Pas-de-Calais, vùng Hauts-de-France, Pháp.

## Địa lý
Rœux lies on the banks of the Scarpe river about 6 dặm (10 km) về phía đông Arras tại giao lộ của các tuyến đường D33, D42 và D46.

## Dân số
| 1962                                                              | 1968 | 1975 | 1982 | 1990 | 1999 | 2006 |
| ----------------------------------------------------------------- | ---- | ---- | ---- | ---- | ---- | ---- |
| 847                                                               | 917  | 991  | 1057 | 1454 | 1458 | 1397 |
| Số liệu điều tra dân số tính từ năm 1962, dân số chỉ tính một lần |      |      |      |      |      |      |

## Địa điểm nổi bật
- Nhà thờ St.Hilaire, được xây sau đệ nhất thế chiến.